# 葵千智
葵 千智（あおい ちさと、1976年12月18日 - ）は、日本の元モデル、元タレント。マッシモに所属していた。愛知県春日井市出身。身長168cm。
1997年、旭化成水着キャンペーンモデルに選ばれた。1999年、テレビドラマ『美少女H3』に出演。その他、地元・愛知県を中心にテレビCMやポスター広告など多数出演していた。

## 主な出演

### テレビ番組
- ミックスパイ+(1995年 - 1996年、CBC)
- BREAK（1996年、読売テレビ系）
- 美少女H3「風に揺られて」（1999年、フジテレビ）

### テレビCM
- 花王 ロリエ（1996年 - 1999年）CMソング：The gardens「Bye Bye Blue」など
- 大塚製薬 カロリーメイト（1997年）
- JAバンク - 三重イメージガール（ - 1998年）
- JR西日本 三都物語（1998年）酒井美紀と共演
- NTTドコモ （1998年）
- マスプロ電工 （1999年）
- リンナイ ビルトインコンロ（1999年 - 2001年）

## 出版

### 写真集
- Air - アイル（1998年7月、辰巳出版）ISBN 4886413242 撮影：安達尊
- PRIDE（1999年10月、主婦の友社）ISBN 4072271527 撮影：尾形正茂